# Нгуєн Тхі Ань Вьєн
Нгуєн Тхі Ань Вьєн (нар. 9 листопада 1996, Кантхо, В'єтнам) — в'єтнамська плавчиня.
Олімпійська юнацька чемпіонка 2014 року, учасниця Ігор 2012, 2016 років.
Призерка Кубку світу з плавання 2015 року.
Переможниця Ігор Південно-Східної Азії 2013, 2015, 2017, 2019 років, призерка 2011 року.
Призерка Азійських ігор 2014 року.